# Claus Horn

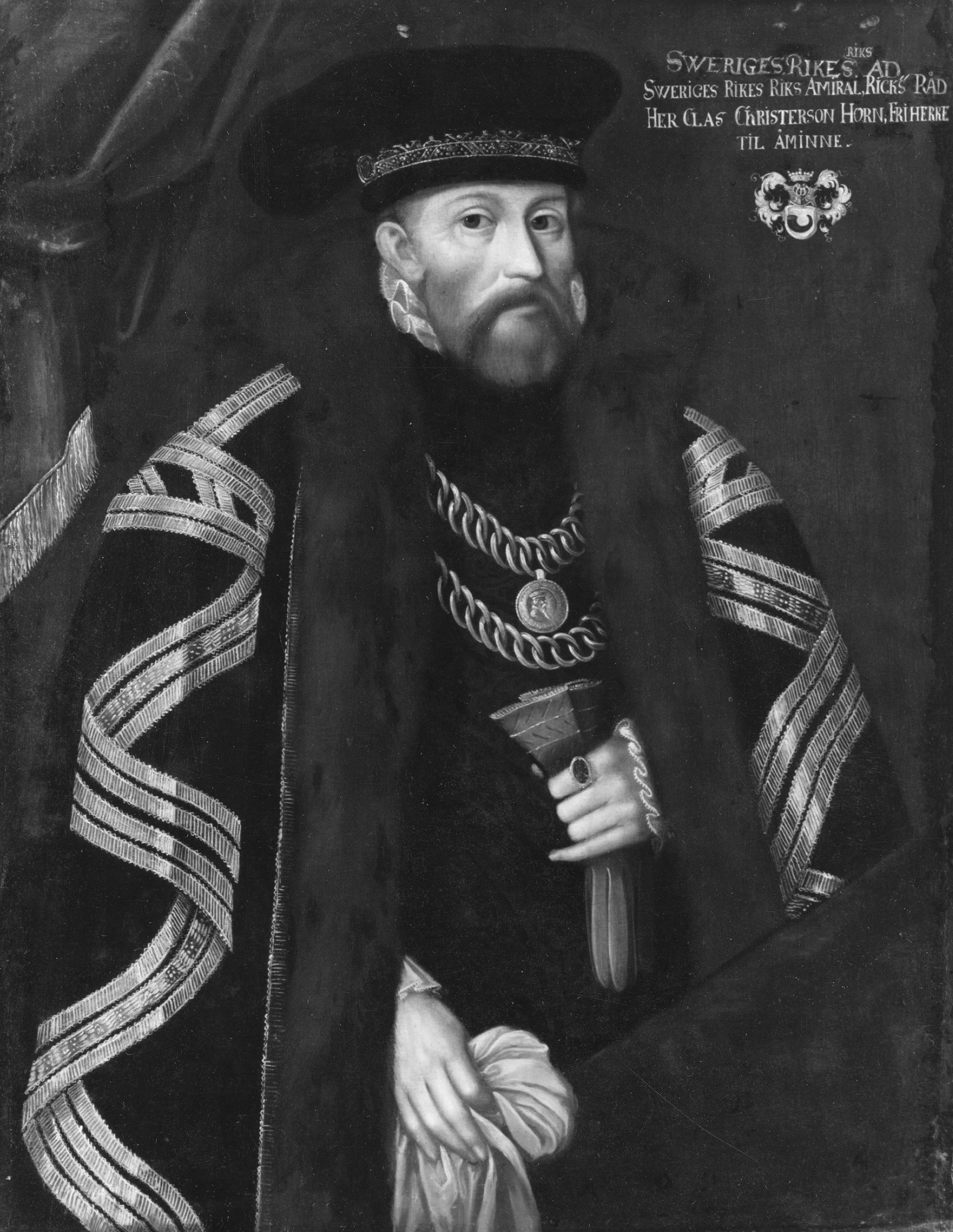
Claus Horn in der Porträtsammlung von Schloss Gripsholm

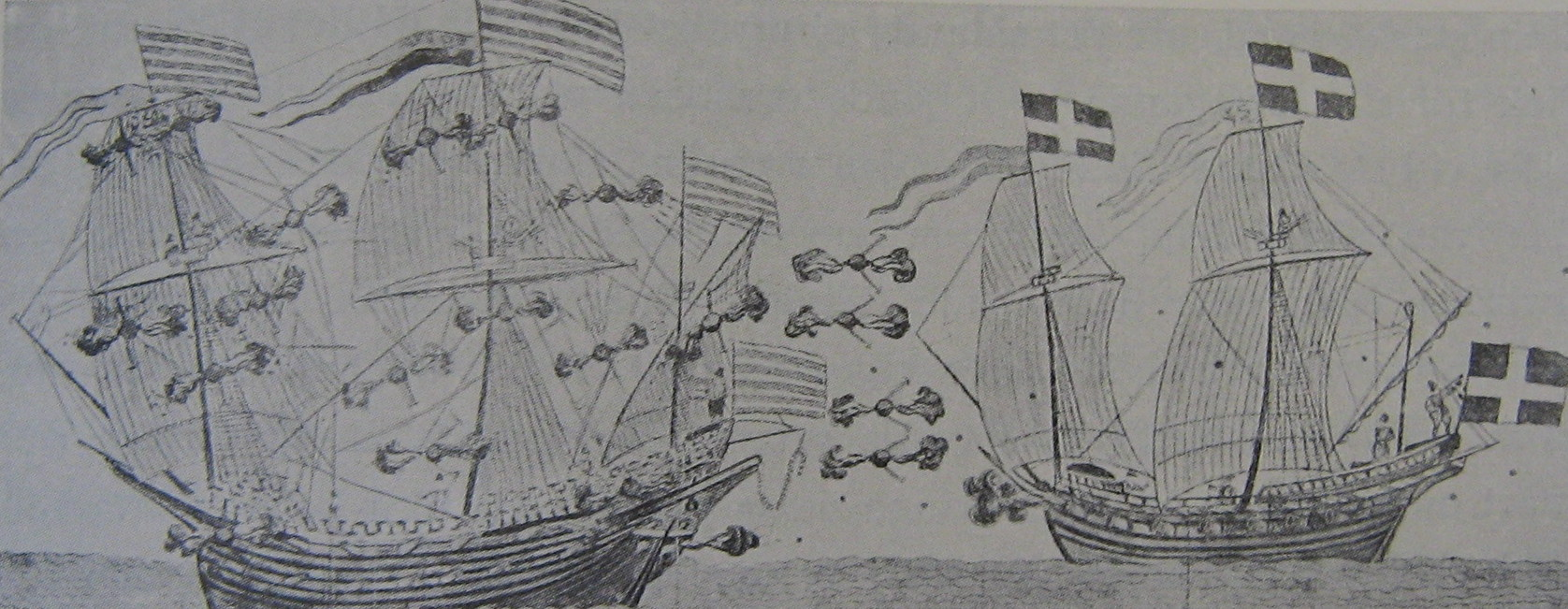
Kampf zwischen den dänischen und schwedischen Flaggschiffen Jegermesther und St. Erik gezeichnet von Rudolf van Deventer

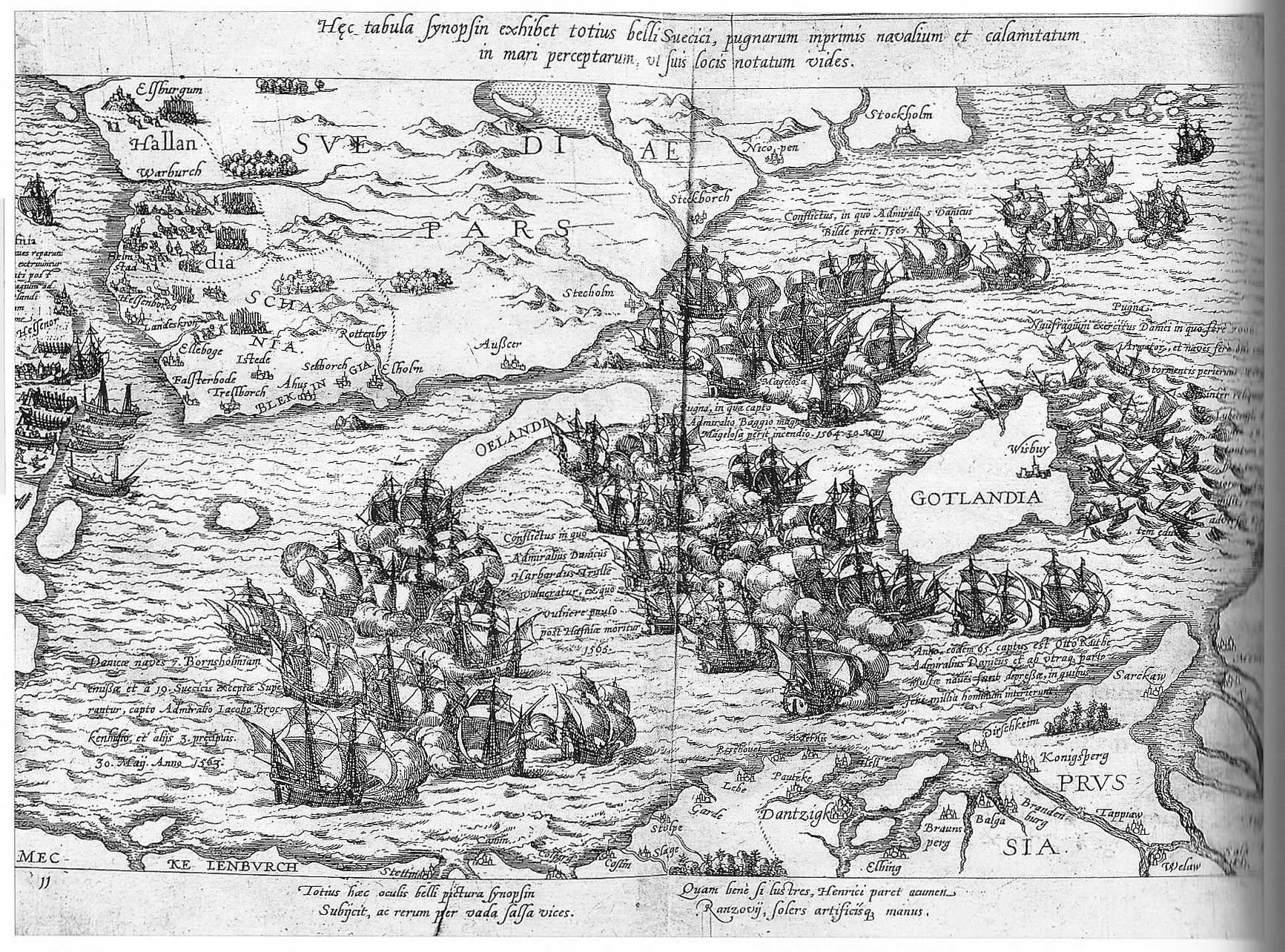
Fünf verlustreiche Seeschlachten in drei Jahren schwächten Dänemark weniger als der darauffolgende Untergang der dänisch-lübischen Flotte im Sturm vor Visby 1566

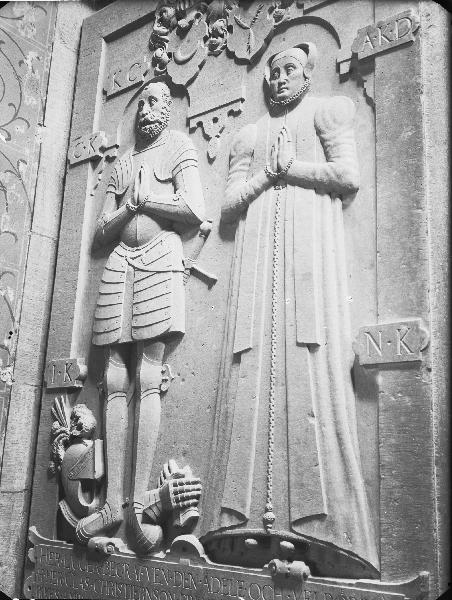
Grabmal von Claus Horn und seiner Frau Kerstin Krumme im Dom zu Uppsala

Baron Claus Horn, schwedisch auch Klas Kristersson (Horn af Åminne) (* 1517 Åminne herrgård in Åminne/Halikko bei Salo im heutigen Finnland; † 9. September 1566 in Åby prästgård bei Vadstena in Östergötland) war ein schwedischer Seeheld und Admiral der Schwedischen Marine im Dreikronenkrieg.

## Leben
Claus Horn war Sohn des um 1520 als schwedischer Vogt auf Schloss Åbo verstorbenen Krister Klasson (Horn) und seiner Ehefrau Ingeborg Siggesdotter Sparre. Er heiratete am 3. Januar 1551 Kerstin Krumme (1532–1611). Krister Klasson Horn af Åminne (1554–1612) war beider Sohn.
Horn wurde als Page von Herzog Philipp I. von Pommern-Wolgast und als Kammerjunker von König Gustav Wasa erzogen und kämpfte für letzteren zunächst im Russisch-Schwedischen Krieg (1554–1557). Er nahm 1555 an der Belagerung von Schlüsselburg teil und wurde 1556 Kommandant der Burg Wiborg. In der Folge machte er sich um die Festigung der schwedischen Interessen im Baltikum verdient und wurde freiherrlich nobilitiert.
In dem 1563 mit der (ersten) Seeschlacht vor Bornholm begonnenen Dreikronenkrieg wurde er sowohl zu Lande wie zur See als Truppenführer eingesetzt. 1564 wurde er Admiral der Schwedischen Marine, die im Kampf gegen Dänemark und die verbündeten Hansestädte unter Führung Lübecks stand, nachdem am 30./31. Mai 1564 einem (ersten) Gefecht zwischen den Inseln Öland und Gotland die schwedischen Admirale Jakob Bagge und sein Stellvertreter Arved Trolle in dänische Gefangenschaft geraten waren. Bei dem (zweiten) Gefecht nördlich der Insel Öland besiegte Horn am 14. August 1564 die an Schiffen überlegene dänisch-lübsche Flotte unter dem dänischen Admiral Herluf Trolle und dem Lübecker Befehlshaber Friedrich Knebel, die zusammen drei Schiffe und 600 Mann verloren. Im Folgesommer traf Horn im Öresund und in der Anzahl an Schiffen überlegen erneut auf die Alliierten. Das Seegefecht vom 4. Juni 1565 ging unentschieden aus. Die Dänen zogen sich in die Køge Bugt zurück, wo ihr Admiral Bagge am 25. Juni seinen Verletzungen erlag. Sein Stellvertreter Jørgen Thygesen Brahe verstarb wenige Tage später am 28. Juni am Fieber. Als deren Nachfolger übernahm Otte Knudsen Rud das Kommando über die dänische Flotte. Schon am 7. Juli 1565 trafen sich die Konfliktparteien zum (zweiten) Seegefecht bei Bornholm. Trotz erheblicher Verluste auf beiden Seiten konnten die Schweden das dänische Flaggschiff Jegermesther kapern und das Gefecht insgesamt für sich entscheiden. Im Sommer des Folgejahres trafen sich die Kontrahenten am 26. Juli 1566 erneut östlich von Öland. Nach dem Gefecht zogen sich Dänen und Lübecker unter die Küste von Gotland zurück und gingen dort vor Anker, um den Stellvertreter des dänischen Admirals beizusetzen. Der Ankerplatz war für das aufziehende schlechte Wetter äußerst unglücklich gewählt und die vereinigte Flotte ging mit über fünftausend Mann kriegsentscheidend vor Gotland verloren. Unter den Ertrunkenen war auch der Lübecker Bürgermeister und Flottenführer Bartholomeus Tinnappel. Er wurde im Dom zu Visby beigesetzt, wo sein Epitaph erhalten ist und nicht nur an ihn, sondern an alle auf See gebliebenen erinnert.
Die schwedische Flotte unter Admiral Claus Horn hingegen überstand den schweren Sturm, wenn auch mit Schäden und Verlusten auf offener See.
Er starb wenig später an den Folgen der Pest und wurde im Dom zu Uppsala beigesetzt, wo sein Grabstein erhalten ist. Mehrere Einheiten der Schwedischen Marine wurden bis in die heutige Zeit nach ihm benannt.